# 小行星10803
小行星10803（10803 Caléyo）是一颗绕太阳运转的小行星，为主小行星带小行星。该小行星于1992年10月19日发现。
該小行星以哈瓦那爵士樂作曲家何塞·M·卡雷奧（Jose M. Caréyo）命名。

## 轨道参数
小行星10803的轨道半长轴为393 201 534 km，2.6283525 UA，离心率为0.033。